# 北海道道564号江部乙赤平線

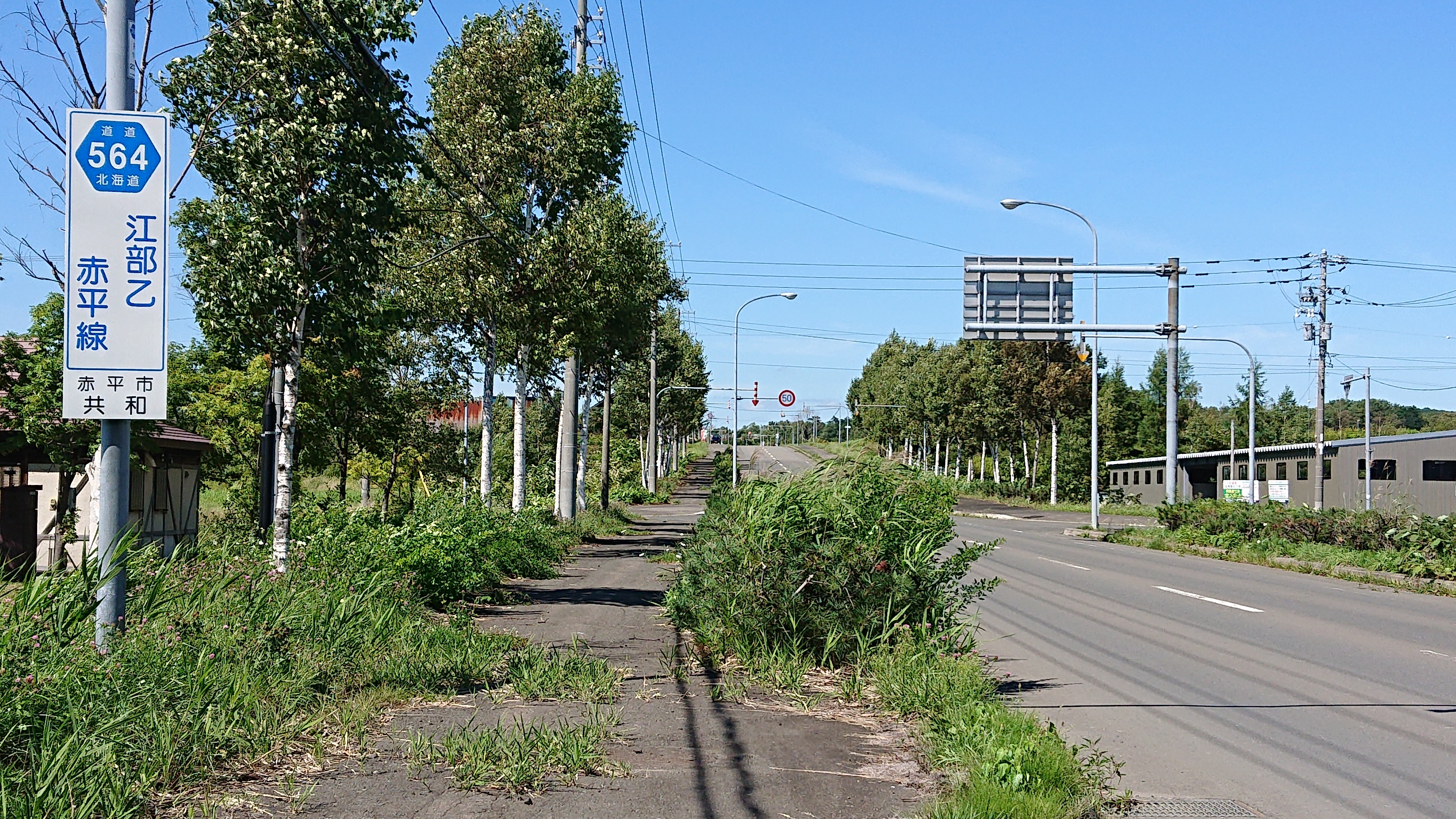
北海道道564号江部乙赤平線（赤平市共和）

北海道道564号江部乙赤平線（ほっかいどうどう564ごう えべおつあかびらせん）は、北海道滝川市江部乙と赤平市共和を結ぶ一般道道（北海道道）である。

## 概要

### 路線データ
- 起点：北海道滝川市江部乙町東12丁目（国道12号交点）
- 終点：北海道赤平市共和町（国道38号交点）
- 路線延長：9.2km（総延長）

## 歴史
- 1967年（昭和42年）3月31日 路線認定[1]。

## 路線状況

### 道路施設
道の駅
- たきかわ（滝川市江部乙町）

## 地理

### 通過する自治体
- 空知総合振興局
  - 滝川市
  - 赤平市

### 交差する道路
滝川市
- 国道12号 - 江部乙町東12丁目（起点）
- 道央自動車道（江部乙BS※自動車は接続せず） - 江部乙町

赤平市
- 国道38号 - 共和町

### 沿線にある施設など
滝川市
- ローソン滝川江部乙店 - 江部乙町東12丁目1-1
- 滝川市江部乙支所農村環境改善センター - 江部乙町東11丁目13-1
- 若葉台病院 - 江部乙町1452-1
- 緑ケ丘公園 - 江部乙町
- 滝川市立江部乙中学校 - 江部乙町1118-1